# 津田晴一郎
津田 晴一郎（つだ せいいちろう、1906年7月26日 - 1991年9月20日）は、島根県松江市出身の日本の陸上競技選手（長距離）。1928年アムステルダムオリンピックと1932年ロサンゼルスオリンピックでマラソンに出場し、連続して入賞を果たした。

## 来歴
旧制松江中学校（現・島根県立松江北高等学校）を経て関西大学予科に進学する。旧制中学時代から陸上競技を始めたが、当時は県内大会に出場する程度のレベルであった。
しかし、「なぜ日本のマラソン選手はオリンピックで勝てないのか」という疑問を抱くようになり、親交のあった大阪毎日新聞や大阪朝日新聞の運動記者から資料を得て、研究を行うようになる。その中で、ハンネス・コーレマイネンやパーヴォ・ヌルミをはじめとするフィンランドの長距離選手の強さに着目し、彼らのようなトラックでのスピードをつけることがマラソンで勝つために必要だと考えるに至る。このため、津田は中長距離走のフォームを身につけることを目指していったんマラソンのトレーニングをやめ、トラック中長距離でのスピードを鍛える練習スケジュールを考案し、それに専念した。その内容は、1年目は1500メートル (m)、2年目は5000m、3年目は10000mの練習に専念し、4年目にマラソンの練習を開始するというものだった。この当時、日本ではマラソンはまず耐久力が必要という考え方が支配的で、この津田のスタイルは当時としては特異なものであった。関西大学が箱根駅伝に参加した1928年2月の第9回大会では5区を走り、区間記録を樹立している。1927年の第8回極東選手権競技大会（上海）では1500mに出場して優勝している。
1928年4月に関西大学予科から慶應義塾大学に進学する。この理由については、その年の箱根駅伝で別のメンバーが若い女性から花束を受け取ったできごとをきっかけに陸上部内で紛争が発生、津田らに処分が下ったため、慶應に転学したとされる。津田は本格的にマラソンに対象を移し、アムステルダムオリンピックの一次予選と最終予選に出場、最終予選では山田兼松に次ぐ2位となり、代表に選ばれた。この最終予選では人力車夫出身で「耐久走」タイプランナーのベテラン高橋清二（中央大学）より先着しており、この結果について鎌田忠良は「マラソン走法に異変が生じたといってよかった」と評している。オリンピック本番では4位の山田に次いで6位入賞を果たす。
津田はこれに満足せず、次のロサンゼルスオリンピックでの優勝を目指して、再びトラックでのスピードを鍛えるトレーニングを再開した。津田はロサンゼルスオリンピック前年まで、毎年日本陸上競技選手権大会のトラック競技で優勝を飾っている（1929年は1500m、1930年は1500mと5000m、1931年は5000mと10000m）。この間、1930年の第9回極東選手権競技大会（東京）では再び1500mに優勝した。また、1931年1月の箱根駅伝第12回大会で再び5区を走っている。1931年3月に慶大を卒業すると常磐生命（朝日生命の前身会社の一つ）に入社した。当時の常盤生命には陸上競技選手としてほかに短距離走の加賀一郎や十種競技の斎辰雄がいた。

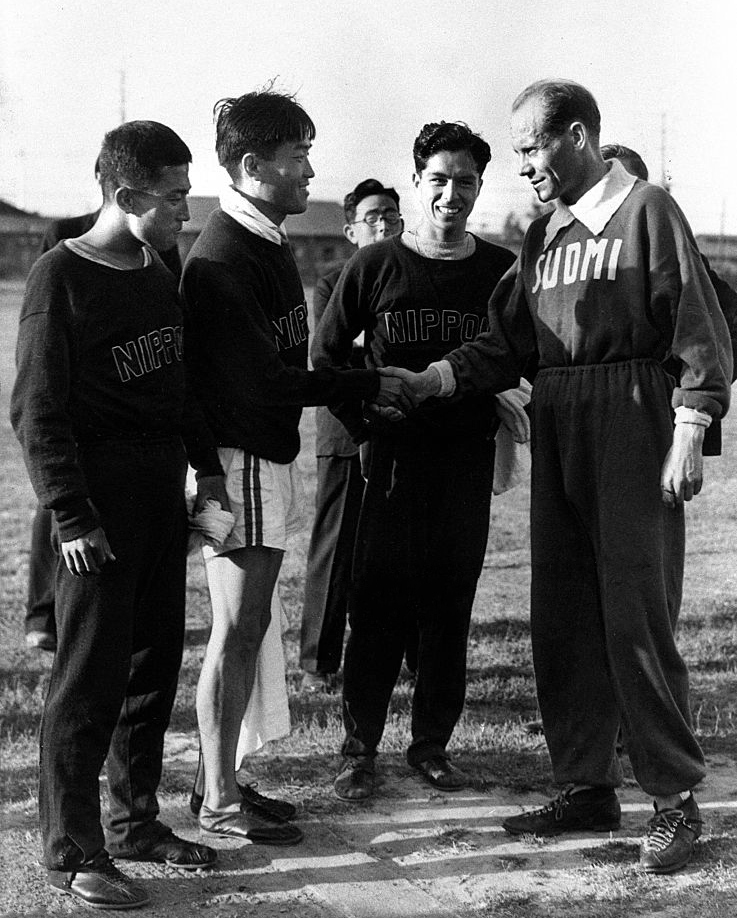
ロサンゼルスオリンピック時に、ヌルミ（右端）と面会した津田（左端は金恩培、その右が権泰夏）

1932年5月のオリンピック最終予選では後半先行するも終盤で疲労のため後退し、権泰夏・金恩培の2人の朝鮮半島出身選手に続いて3位であったが、2大会連続の代表に選出された（このときの上位3名が代表となる）。津田はオリンピック前年の1931年には現地遠征を行い、コースの下見をするなど十分な準備をしており、国内からは金メダル獲得の強い期待が寄せられていた。この遠征は、大日本体育協会からロサンゼルス大会の調査委員として派遣されたもので、ロサンゼルスの現地には1か月滞在した。8月のレース本番では前回より順位を1つ上げる5位入賞となる。2大会連続の入賞は日本の男子マラソン選手では初めてで、戦後まで含めても他に君原健二（1968年銀メダル・1972年5位）と中山竹通（1988年4位・1992年4位）の2人しかいない記録である。しかし、事前の期待ゆえに日本ではむしろ失望感が先行することとなった。
二度にわたるオリンピック出場でメダル獲得がならなかった津田は、ロサンゼルスオリンピック後に現役を引退した。現役中、出場したマラソンは2度のオリンピックの予選（一次と最終）およびオリンピック本番の6度で、高頻度でのレース出場が通例であった戦前の日本のマラソン選手としてはきわめて少ない部類に属する。これは上記のようなスピード重視の考え方によるトレーニングを行ったことがその理由であった。
引退後、津田は1936年ベルリンオリンピックのマラソン代表コーチに就任するが、ベルリンへの出発一週間前に辞任した。これについては、ロサンゼルスオリンピックの代表であった権泰夏が「津田がコーチでは勝てない」という趣旨の投書や手紙を新聞や織田幹雄に送り、選手の間からも（朝鮮半島出身の孫基禎・南昇龍を中心に）コーチの交代を求める声が起きたためとされる。ロサンゼルスオリンピックの際に朝鮮半島出身ランナーとの間に感情的なしこりを残したことが、この辞任の背景にあったとみられる。ただし、生前の津田は選手からの排斥については否定し、自らの体調不良（肋膜炎）が辞任の原因であると語っていた。大日本体育協会によるベルリンオリンピックの公式報告書にも「病気不参加」と記されている。
戦争中は商工省の外郭団体に勤め、紙の統制機関に関与した。戦後、津田はその経歴も生かしてスポーツニッポン社を創立し、初代社長に就任した。1946年の第1回毎日マラソン（後のびわ湖毎日マラソン）ではスターターを務めた。日本からボストンマラソンに選手を派遣した際には数度指導者を務めており、田中茂樹（1951年）、山田敬蔵（1953年）の優勝に立ち会っている。
二度目のロサンゼルスオリンピックの開催を翌年に控えた1983年には、文藝春秋のスポーツ雑誌『Sports Graphic Number』の記事で、1932年のロサンゼルス大会当時を回想する証言が紹介された。それによると、津田とともに優勝候補に挙げられていたヌルミがアマチュア規定抵触の疑いで出場できなくなり、「ヌルミと一生に一度、競技生命を賭けた戦いをしたい」と思っていた津田はショックを受けたという。また、レース中は中間地点を過ぎた地点に補給として置いたはずの「グレープ・ジュース」がなく、「そこでひと息ついてそれから勝負をかける作戦」を立てていた津田にとって一番ショックだったと述べている。
77歳当時は京都市左京区に在住し、スポーツニッポン大阪本社相談役を務めていた。

## 人物
晩年の津田（77歳当時）に取材した鎌田忠良によると、現役時代は緻密な練習計画を立ててそれに沿ったハードトレーニングを実践したが、筋肉痛を起こしたりすることもなく、むしろ物足りなさを感じていたという。こうしたトレーニングにより走る際のペースを正確に把握していた。これらの特徴から鎌田は、津田を合理的科学的精神の持ち主と評し、そうした性格は「朝鮮民族の存在の訴求」を大きな目標とした朝鮮半島出身のランナーと齟齬を来したのではないかと述べている。